# Ivan Pavlović
Ivan Pavlović, srbski general, * 3. junij 1869, † 11. december 1943.

## Življenjepis
Leta 1891 je končal Vojaško akademijo v Beogradu. Sodeloval je v obeh balkanskih vojnah kot poveljnik polka in v prvi svetovni vojni kot poveljnik brigade in odreda.
Kariero je končal na mestu načelnika Zgodovinskega oddelka Glavnega generalštaba VKJ.